# Glerup (Visborg Sogn)
 Der er for få eller ingen kildehenvisninger i denne artikel, hvilket er et problem. Du kan hjælpe ved at angive troværdige kilder til de påstande, som fremføres i artiklen.

 For alternative betydninger, se Glerup. (Se også artikler, som begynder med Glerup)
Glerup er en landsby med 60 indbyggere, den ligger i den nordlige del af Mariagerfjord Kommune i Region Nordjylland på grænsen til Rebild Kommune. Byen havde i mange år egen skole, men blev nedlagt omkring 2004, og byens børn skulle helt til Hadsund for at komme i skole. Glerup Skole delte i en lang årrække fælles lærer med Søndergårde Skole.
Fra Glerup er der 5 km til Hadsund, 7 km til Terndrup og 32 km til Aalborg.

## Historie
Byen er opstået omkring en klynge på 4 gårde. I midten af forrige århundrede havde Glerup 3 vognmænd, en købmand, en brugs, en smed, 2 tømmerforretninger, en telefoncentral og en skole.